# Álex Suárez
José Alexander Suárez Suárez (Las Palmas de Gran Canaria, Gran Canaria, 18 de marzo de 1993), conocido como Álex Suárez,  es un futbolista español que actualmente juega como defensa central en la U. D. Las Palmas.

## Trayectoria
El defensa central es sobrino del exjugador de fútbol Alexis Suárez. Se formó en las categorías inferiores de la U. D. Las Palmas, marchando en 2015 a las filas del U. D. Villa de Santa Brígida, pero a la siguiente temporada retornó al filial, del que más tarde sería capitán y pieza fundamental, ya que en las filas del Las Palmas Atlético  en la temporada 2016-17 consiguió el ascenso de Tercera a Segunda B y la permanencia en la categoría de bronce en la 2017-18 y 2018-19. En estas dos temporadas en Segunda B jugó 69 partidos y marcó seis goles, la mayoría de ellos tras saque de esquina.
En junio de 2019 pasó a tener ficha profesional y formar parte del primer equipo de la U. D. Las Palmas para la temporada 2019-20. En 2021 renovó su contrato por tres temporadas más. En la temporada 2022-23 fue uno de los habituales en las alineaciones del equipo que consiguió el ascenso a Primera División.
El 10 de febrero de 2024 consiguió su primer gol en Primera División contra el Valencia C. F.. Tres días más tarde renovó su contrato por dos años más hasta 2026. En julio de 2025 alargó dos años más su vinculación con el club amarillo.

## Clubes
| Club                         | País   | Año       |
| ---------------------------- | ------ | --------- |
| U. D. Villa de Santa Brígida | España | 2015−2016 |
| Las Palmas Atlético          | España | 2016−2019 |
| U. D. Las Palmas             | España | 2019-     |